# Stacey Lovelace
Stacey Lovelace-Tolbert (* 5. Dezember 1974 in Detroit, Michigan, Vereinigte Staaten) ist eine professionelle Basketball-Spielerin. Zurzeit spielt sie für die Atlanta Dream in der Women’s National Basketball Association als Power Forward.

## Karriere

### College
Lovelace spielte bis 1996 für das Damen-Basketballteam der Purdue University.

### Women’s National Basketball Association
Stacey Lovelace wurde niemals in einem WNBA Draft von einer WNBA-Mannschaft ausgewählt. Trotzdem schaffte sie den Sprung in die WNBA, als sie vor der Saison 2000 von den Seattle Storm unter Vertrag genommen wurde. Lovelace spielte zwei Saisons für die Storm. Danach wurde sie jedoch von keinem WNBA-Team weiter unter Vertrag genommen. In der Saison 2004 feierte sie ihr Come-back bei den Minnesota Lynx, für die sie zwei Saisons tätig war. In diesen zwei Saisons spielte sie in allen Spielen für die Lynx. In der Saison 2006 spielte sie erstmals für die Chicago Sky, für die sie durchschnittlich 7,4 Punkte und vier Rebounds pro Spiel erzielte. Wie bereits für die Lynx zuvor stand sie auch für die Sky in jedem Saison-Spiel auf dem Feld. In der Saison 2007 spielte sie für die Washington Mystics, wo sie aber nicht so viel Spielzeit wie zuvor in Chicago bekam. Dadurch verschlechterte sich ihr Punkteschnitt auf 2,7 Punkte pro Spiel und ihr Reboundschnitt auf 1,4 Rebounds pro Spiel.
Seit der Saison 2008 spielt sie für die Atlanta Dream.